# Hjalmar Sjöberg
Hugo Hjalmar Sjöberg, född Littorin 9 januari 1836 i Katarina församling, Stockholm, död 12 maj 1913 i Engelbrekts församling, Stockholm, var en svensk skådespelare och sångare (bas). 

## Biografi
Sjöberg var utomäktenskaplig son till Gustava Littorin. Han var engagerad vid olika ambulerande sällskap 1855–1867, hos Constantin Rohde 1868, hos Wilhelm Åhman 1870, vid Stora teatern i Göteborg 1874–1880, vid Mindre teatern i Stockholm 1880–1881, i Kristiania 1881–1887 och vid Svenska teatern i Stockholm 1887–1889. Av hans roller kan nämnas Birger Jarl, Mäster Smith, Rudorf i Läkaren, Herr Dardanell, Knut Kolare i Döden fadder, Marco Spada, Gaspard i Cornevilles klockor, Calchas i Den sköna Helena, Dom Januario i Sjökadetten och Montabor i Stella.
Han gifte sig 1860 med skådespelaren Hilda Bredberg, med vilken han hade dottern Hilda Castegren.

## Teater

### Roller (ej komplett)
| År   | Roll             | Produktion                                             | Regi | Teater          |
| ---- | ---------------- | ------------------------------------------------------ | ---- | --------------- |
| 1873 | Calliard         | Syrsan Charlotte Birch-Pfeiffer                        |      | Nya Theatern    |
| 1875 | Barbeaud         | Syrsan Charlotte Birch-Pfeiffer                        |      | Nya Theatern    |
| 1878 | Pedro            | Preciosa Carl Maria von Weber och Pius Alexander Wolff |      | Nya Theatern    |
| 1879 | Baron de Torrida | Marco Spada Daniel Auber och Eugène Scribe             |      | Nya Theatern    |
| 1886 | Ambrosio         | Preciosa Carl Maria von Weber och Pius Alexander Wolff |      | Nya teatern     |
| 1888 |                  | Fröken Räf Rudolf Kneisel                              |      | Svenska teatern |
| 1888 |                  | Livet på landet Peter Fristrup och Hjalmar Selander    |      | Svenska teatern |
| 1898 | Takemini         | Geishan Sidney Jones, Owen Hall och Harry Greenbank    |      | Vasateatern     |